# 穆斯·戈欣
穆斯·戈欣（英語：Moose Goheen，1894年2月8日—1979年11月13日），明尼苏达州人，美国男子冰球运动员。他曾代表美国国家队参加1920年夏季奥林匹克运动会冰球比赛，获得一枚银牌。